# فريتز كولبي
فريتز كولبي (بالألمانية: Fritz Kolbe)‏ هو مقاوم ودبلوماسي ألماني، ولد في 25 سبتمبر 1900 في برلين في ألمانيا، وتوفي في 16 فبراير 1971 في برن في سويسرا.

## وصلات خارجية
- فريتز كولبي على موقع إن إن دي بي (الإنجليزية)